# Флиден
Флиден (нем. Flieden) — община в Германии, в земле Гессен. Подчиняется административному округу Кассель. Входит в состав района Фульда.  Население составляет 8622 человека (на 31 декабря 2010 года). Занимает площадь 49,65 км².
Община подразделяется на 9 сельских округов.